# Santo Hipólito (título cardinalício)
Santo Hipólito (em latim: Sancti Hippolyti) é um título cardinalício instituído em 14 de fevereiro de 2015 pelo Papa Francisco. A igreja titular deste título é Sant'Ippolito, no quartiere Nomentano de Roma.

## Titulares protetores
- John Atcherley Dew (desde 2015)